# Petro-Hannivka, Zinkiv
Petro-Hannivka (în ucraineană Петро-Ганнівка) este un sat în comuna Pîșnenkî din raionul Zinkiv, regiunea Poltava, Ucraina.

## Demografie
Componența lingvistică a localității Petro-Hannivka
     Ucraineană (66,67%)
     Rusă (33,33%)
Conform recensământului din 2001, majoritatea populației localității Petro-Hannivka era vorbitoare de ucraineană (66,67%), existând în minoritate și vorbitori de rusă (33,33%).